# Nordbach (Große Aue)
Der Nordbach ist ein 1,7 Kilometer langer, linker Nebenfluss der Großen Aue im ostwestfälischen Rödinghausen im Kreis Herford, Nordrhein-Westfalen.
Der Nordbach entspringt auf einer Höhe von 120 m ü. NN in Schwenningdorf. Er mündet bei Aue-Kilometer 82,7 in die Große Aue bzw. in den Neuen Mühlenbach, wie die Große Aue im Oberlauf noch genannt wird. Die Mündungshöhe beträgt 91 m ü. NN. Die überwundene Höhendifferenz ist 29 Meter.

## Freibad

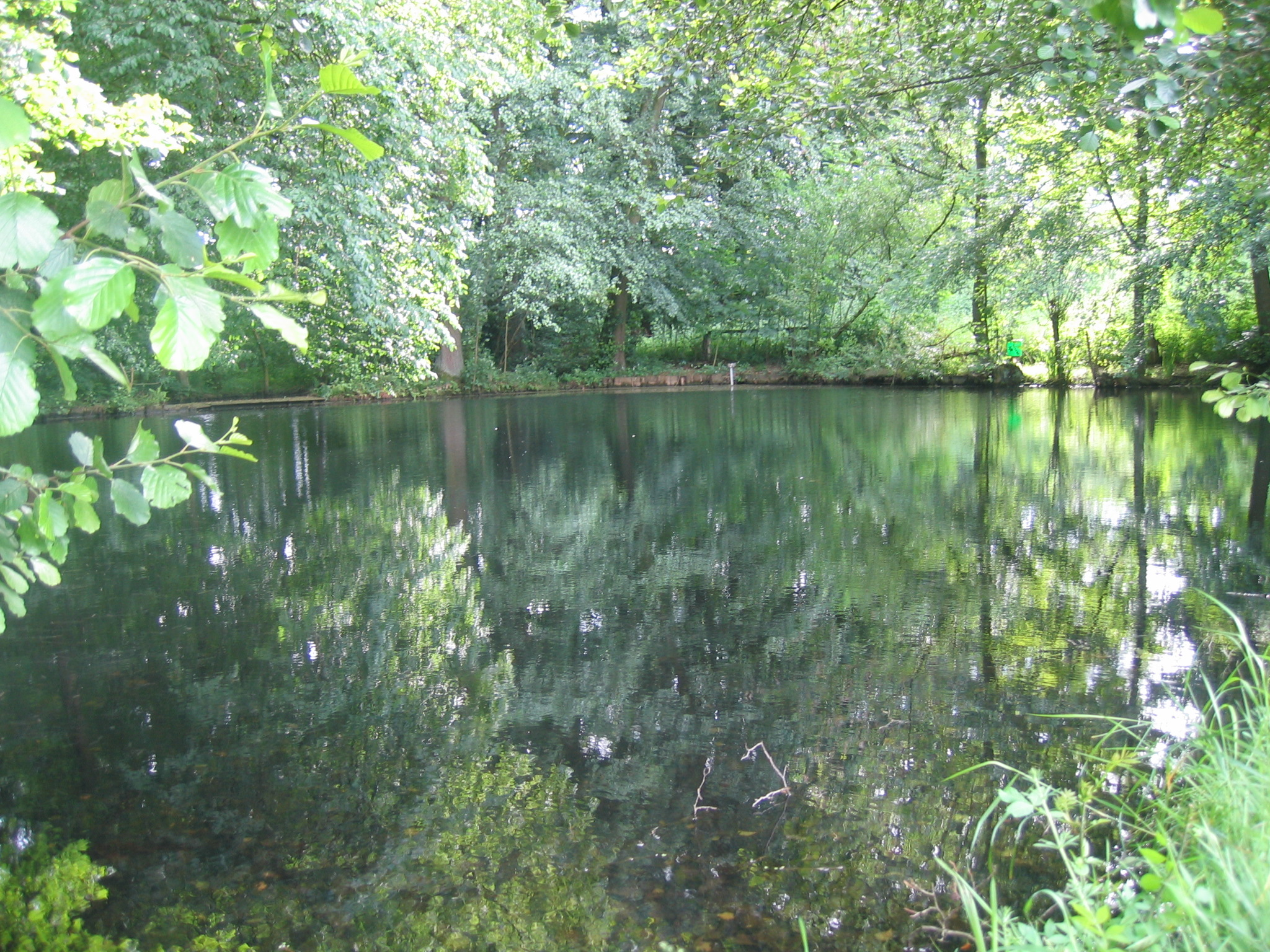
Altes Freibad

Der Nordbach speiste das erste Naturfreibad des Amtes Rödinghausen. Das Becken ist heute ein Fischteich.